# Tuckerella litoralis
Tuckerella litoralis är en spindeldjursart som beskrevs av Elsie Collyer 1969. Tuckerella litoralis ingår i släktet Tuckerella och familjen Tuckerellidae. Inga underarter finns listade i Catalogue of Life.